# Tanoka Beard
Tanoka Dwight Beard (* 29. September 1971 in Ogden, Utah) ist ein ehemaliger US-amerikanischer Basketballspieler. Nach dem Studium spielte Beard als Profi in verschiedenen Ländern Europas sowie einzelnen Ligen der Karibik. Mehr als eine Saison spielte er unter anderem für Joventut de Badalona in Spanien, wo er zweimal zum MVP der Saison in der Liga ACB ausgezeichnet wurde, und schon gegen Ende seiner aktiven Karriere für Žalgiris Kaunas in Litauen, wo er ebenfalls mehrmals Spieler der Saison in der nationalen sowie der Baltic Basketball League werden konnte. Im Trikot von Žalgiris wurde er in der EuroLeague 2004/05 zudem in das „All-Euroleague Second Team“ der zehn besten Spieler im höchstrangigen europäischen Vereinswettbewerb berufen. Beard hält (Stand: 10. Januar 2025) seit 2004 den Rekord-Effektivitätswert (PIR) für ein Einzelspiel in der EuroLeague mit 63.

## Karriere

### College in den Vereinigten Staaten (1989 bis 1993)
Beard ging zum Studium an die Boise State University, wo er von 1989 an für die Hochschulmannschaft Broncos damals in der Big Sky Conference der NCAA Division I spielte. Bei den Broncos wurde Beard als bester Freshman der Big Sky ausgezeichnet. In seinem Senior-Jahr gewannen die Broncos 1993 das Meisterschaftsturnier der Big Sky, bei dem Beard als MVP ausgezeichnet wurde. Bei der anschließenden einzigen Teilnahme an der landesweiten NCAA-Endrunde in Beards Laufbahn verloren die Broncos in der ersten Runde klar gegen die Commodores der Vanderbilt University. Beard ist der mannschaftsinterne „All-Time-Leading-Scorer“ der Broncos mit 1.944 Punkten und führt mit 160 Blocks auch die Kategorie der besten Blocker an. In allen vier Spielzeiten war er der Topscorer, der beste Shotblocker sowie in drei von vier Spielzeiten auch der beste Rebounder seiner Mannschaft. Trotz seiner Erfolge in der Big Sky Conference blieb Beard am Ende seines Studiums in der NBA-Draft 1993 der am höchsten dotierten Profiliga NBA unberücksichtigt.

### Start als Profi in Europa (1993 bis 1996)
Nachdem sich Beard auch über Trainingslager der NBA-Klubs keinen Platz in einem Kader erspielen konnte, unterschrieb er 1993 seinen ersten Profivertrag bei Virtus Burghy aus Rom in der italienischen Lega Basket Serie A. Dieser Vertrag wurde jedoch bereits Mitte Januar 1994 nach 14 Meisterschaftsspielen wieder beendet, worauf sich Beard dem Klub DYC Breogán aus Lugo in der spanischen Liga ACB anschloss. Man beendete die Saison auf dem 16. Tabellenplatz und schied im Play-off-Achtelfinale gegen den Rekordmeister und Titelverteidiger Real Madrid aus. In der Saison 1994/95 spielte Beard in der Türkiye Basketbol Ligi (TBL) für Ülkerspor aus Istanbul. Ülkerspor gewann als Hauptrundenzweiter die Finalserie der Meisterschaft gegen den Lokalrivalen Fenerbahçe und die erste Meisterschaft der Vereinsgeschichte. In der folgenden Saison 1995/96 spielte Beard in der französischen LNB Pro A für Basket Comté Doubs aus Besançon. Beim Erstliga-Aufsteiger erreichte Beard trotz Verletzungen zur Saisonmitte ein starkes Double-double pro Spiel als Topscorer der französischen Liga mit durchschnittlich 26 Punkten und bester Rebounder mit durchschnittlich 14,3 Punkten. Ende Februar 1996 wurde Beard jedoch nach einer tätlichen Auseinandersetzung vom Verein suspendiert, der am Saisonende auf dem drittletzten Tabellenplatz den Klassenerhalt sichern konnte.

### Erfolg in Spanien und der Türkei (1996 bis 2002)
Für die Saison 1996/97 kehrte Beard in die Liga ACB zurück und spielte in Katalonien für Festina Joventut aus Badalona. Mit dem Traditionsverein verbesserte er sich vom 13. Platz der Vorsaison auf den vierten Platz und gewann den Pokalwettbewerb Copa del Rey. In der Play-off-Halbfinalserie um die Meisterschaft war jedoch aus Beards Sicht erneut Endstation gegen Real Madrid. Die Sportzeitschrift „Gigantes del Basket“ kürte Beard bereits in dieser Saison zum MVP der Liga. Erstmals blieb Beard über das Saisonende hinaus bei einem Verein und wurde in der April 1998 ein weiteres Mal zum „Spieler des Monats“ ernannt, nachdem er diese Auszeichnung bereits im Februar 1997 erhalten hatte. Im Finale der Copa del Rey konnte Joventut seinen Titel gegen Pamesa Valencia nicht verteidigen, die erstmals diesen Wettbewerb gewannen. In der Hauptrunde der Meisterschaft wurde man Vierter vor dem Titelverteidiger und regionalen Rivalen FC Barcelona, dem man sich jedoch im Play-off-Viertelfinale in vier Spielen geschlagen geben musste. Für die Saison 1998/99 wechselte Beard in die Hauptstadt Madrid zum Rekordmeister Real, der seit 1994 keine Meisterschaft mehr gewonnen hatte. Für den höchstrangigen europäischen Vereinswettbewerb FIBA Europaliga war Real trotzdem qualifiziert und konnte sich im Achtelfinale gegen Fenerbahçe durchsetzen, verlor aber das Viertelfinale glatt gegen Fortitudo Teamsystem Bologna. In den Monaten Februar bis April 1999 wurde Beard dreimal hintereinander zum Spieler des Monats in der Liga ACB erklärt und auch von der ACB zum MVP der regulären Saison ernannt. Punktgleich mit dem Hauptrundenersten FC Barcelona zog man in die Play-offs der nationalen Meisterschaft ein, in denen man jedoch in der Halbfinalserie Caja San Fernando unterlag. 
In der Saison 1999/2000 spielte Beard dann für Pamesa aus Valencia. Nachdem er bereits an vier All-Star-Games der spanischen Liga von 1996 bis 1999 teilgenommen hatte, spielte er Ende Dezember 1999 beim „FIBA EuroStars-Game“ in Moskau, nachdem er ein Jahr zuvor abgesagt hatte. Bei seiner letzten Austragung in dieser Form verlor Beards West-Auswahl wie bei allen Austragungen zuvor gegen die Ost-Auswahl. Sechs Wochen später verlor Beard mit Pamesa das Finale der Copa del Rey gegen Adecco Estudiantes, die den Hauptrundensechsten Pamesa auch in der ersten Play-off-Runde aus dem Rennen um den Meisterschaftstitel warfen. Wie im Vorjahr war Beard bester Rebounder der ACB und erreichte dank 10,4 Rebounds pro Spiel in dieser Spielzeit auch ein Double-double pro Spiel in der Liga ACB. In der Saison 2000/01 kehrte Beard noch einmal nach Istanbul zurück, spielte dort aber für Fenerbahçe. In der TBL erzielte mit 19 Punkten und 13 Rebounds pro Spiel ebenfalls ein Double-double und war erneut bester Rebounder der Liga. Als Hauptrundenfünfter schied man jedoch in der ersten Play-off-Runde gegen Türk Telekomspor aus. Für die Saison 2001/02 wurde Beard erneut von DKV Joventut de Badalona verpflichtet, die seit dem Abgang von Beard 1998 regelmäßig die Play-offs verpasst hatten. Mit der Mannschaft verbesserte sich Beard auf den neunten Platz der Abschlusstabelle, verpasste aber um einen Sieg den Einzug in die Play-offs. Wegen seiner hohen Effektivitätswerte wurde Beard erneut allein vier Mal zum Spieler des Monats und schließlich ein weiteres Mal zum MVP der Saison gewählt, obwohl DKB Joventut die Play-offs verpasst hatte. 

### Erfolge in Litauen und Karriereende (2002 bis 2009)
Für die Saison 2002/03 wechselte Beard zunächst in die russische Superliga zu Lokomotive aus Minwody. Hier blieb er jedoch nur wenige Monate bis Dezember 2002. Im Januar 2003 wurde Beard dann vom litauischen Rekordmeister Žalgiris aus Kaunas verpflichtet. Mit diesem Verein kehrte er auch in den höchstrangigen europäischen Vereinswettbewerb zurück, den Žalgiris ein einziges Mal 1999 gewonnen hatte, als Beard mit Real Madrid im Viertelfinale gescheitert war. Mittlerweile war jedoch der bedeutendste europäische Wettbewerb in die Organisation der ULEB gewechselt, nachdem sich insbesondere die spanische Liga und deren Vereine vom alten Wettbewerb der FIBA Europa im Jahr 2000 abgespalten hatten. In drei Einsätzen für Žalgiris konnte Beard jedoch nicht mehr erreichen, dass diese sich für die Zwischenrunde der EuroLeague 2002/03 qualifizierten. In der litauischen Liga konnte sich Žalgiris den Meisterschaftstitel vom Erzrivalen Lietuvos rytas Vilnius zurückholen und auch in der folgenden Saison 2003/04 verteidigen, in der Beard zum MVP der litauischen Liga ernannt wurde. In der EuroLeague 2003/04 überstand Žalgiris, bei denen die nationale Legende Arvydas Sabonis seine letzte aktive Saison nach Rückkehr aus der NBA spielte, erfolgreich die Vorrunde, wobei Beard bei der Auswärtsniederlage gegen Fortitudo Skipper Bologna ein All-Zeit-Rekord-Effektivitätswert für ein Einzelspiel von 63 erzielte. Im letzten Spiel der Zwischenrunde hatte Žalgiris noch Chancen auf das Erreichen des Final Four, als man bei Maccabi Tel Aviv vor einem Auswärtssieg stand. Beard machte jedoch eine unglückliche Figur, als Giedrius Gustas bei einer Drei-Punkt-Führung zwei Sekunden vor Schluss zwei Freiwürfe vergab und Beard sich beim zweiten Freiwurf zu früh bewegte. Maccabi kam ohne Zeitverlust wieder in Ballbesitz mit einem Einwurf unter dem eigenen Korb. Den langen Einwurf ins Vorderfeld fing Derrick Sharp, der mit einem erfolgreichen Wurf von hinter der Dreipunktelinie den Ausgleich erzielte und die Verlängerung erzwang, in der Maccabi das Spiel gewann und im Final Four vor heimischem Publikum auch erstmals den Titel in der Euroleague gewinnen konnte, während Žalgiris ausgeschieden war.
In der Saison 2004/05 wurde zusätzlich zur nationalen Meisterschaft die Baltic Basketball League eingeführt, die Beard mit Žalgiris gewann und auch in dieser Liga als MVP der Saison sowie der Finalrunde ausgezeichnet wurde. In der EuroLeague 2004/05 blieb Žalgiris in der Zwischenrunde der 16 besten Mannschaften ohne Sieg. Trotzdem wurde Beard, der zweimal MVP der Woche in der Euroleague gewesen war, in das „All-Euroleague Second Team“ der zehn besten Spieler der regulären Saison aufgenommen. In der Saison 2005/06 verlor Žalgiris seine Titel in baltischer Liga und nationaler Meisterschaft an Lietuvos rytas, von denen man sich nur den Meisterschaftstitel ein Jahr später 2007 wieder zurückholen konnte. In der EuroLeague 2005/06 blieb man wie im Vorjahr in der Zwischenrunde ohne Sieg und gewann in der folgenden EuroLeague 2006/07 gar nur zwei Spiele in 14 Vorrundenspielen. Beard wurde in der litauischen Liga noch einmal als Spieler der Saison geehrt. Zu Beginn der folgenden Saison kam es zu einem Eklat, als Beard nicht mit Entscheidungen von Trainer Grigas einverstanden war. Kurz darauf einigte man sich auf eine Trennung und Auflösung des Vertrages.
Nach dem Abschied aus Kaunas spielte Beard in der israelischen Ligat ha’Al noch fünf Meisterschaftsspiele für Hapoel aus Cholon. Sein Debüt bei Hapoel Holon stand unter unglücklichen Vorzeichen, nachdem im Spiel gegen Hapoel Jerusalem ein Feuerwerkskörper direkt neben der Spielerbank explodierte und einen Sicherheitsmann verletzte. Vier Wochen nach seinem letzten Einsatz Mitte Dezember 2007 wurde Beard bei Hapoel Holon jedoch bereits wieder aus seinem Vertrag entlassen, während die Mannschaft am Saisonende unter anderem mit dem späteren deutschen Meister und NBA-Profi P. J. Tucker nicht nur den ersten Hauptrundenplatz erobern, sondern auch Maccabi Tel Aviv im Meisterschaftsfinale entthronen konnte. Nachdem Beard bereits in der europäischen Sommerpause im Jahr 2000 für die Cocodrilos aus Caracas in der venezolanischen Liga gespielt hatte, ging er nun nach Puerto Rico in die Baloncesto Superior Nacional, wo er für die Brujos aus Guayama und Cariduros aus Fajardo spielte. Im Spätsommer 2008 kehrte er noch einmal mit 37 Jahren nach Europa zurück und spielte für den estnischen Meister Tartu Rock wiederum im Baltikum. Mit der Mannschaft scheiterte er jedoch bereits in der ersten Qualifikationsrunde zum Eurocup 2008/09 am österreichischen Cupsieger Allianz Swans Gmunden. Auch in der anschließenden EuroChallenge 2008/09 lief es nur wenig besser, als man nach der Vorrunde ausschied. In der baltischen Liga erreichte Tartu Rock erstmals das Final-Four-Turnier, wo man als Ausrichter nach einer Niederlage gegen Beards ehemalige Mannschaft Žalgiris im Halbfinale noch den dritten Platz belegen konnte. In der nationalen Meisterschaft verpasste man jedoch die Titelverteidigung, als man in der Finalserie gegen den ständigen Konkurrenten BK Kalev/Cramo verlor, gegen den man die Viertelfinalserie der baltischen Liga noch gewonnen hatte. Anschließend war Beard nicht mehr professionell aktiv.